# Desert de Núbia
El desert de Núbia (àrab: صحراء النوبة, ṣaḥrāʾ an-Nūba o الصحراء النوبية, aṣ-ṣaḥrāʾ an-nūbiyya, literalment ‘desert nubi’) és una zona desèrtica del nord-est del Sudan, abastant aproximadament 400.000 km² del nord-est del Sudan i el nord d'Eritrea, entre el Nil i el mar Roig. Pràcticament tota la wilaya d'Al-Bahr al-Ahmar, i va des de les muntanyes de la costa de la mar Roja, a l'est, fins prop del riu Nil, a l'oest.
La regió àrida és accidentada i rocosa i conté algunes dunes, també conté molts uadis que es fonen abans d'arribar al Nil. La pluja mitjana anual al desert de Nubia és inferior a 5 polzades (130 mm).

## Poblament
Fou habitat des d'aproximadament el 4000 aC pels blèmies, origen dels actuals beges.
Els habitants nadius de la zona són els nubians. El desert de Nubia va afectar la civilització de l'antic Egipte de moltes maneres. Els comerciants de l'antic Egipte viatjarien pel desert de Núbia per comprar or, draps, pedra, menjar i altres bens de l'antiga civilització de Núbia.
La ciutat més gran del desert de Nubi és Port Sudan, situada a l'extrem oriental del desert, al mar Roig. Altres ciutats importants del desert de Nubia són Atbara al riu del mateix nom, així com Massaua a la Mar Roja. La ciutat d'Abidiya es troba al riu Nil